# Trim (comté de Meath)
Pour les articles homonymes, voir Trim.
Trim (en irlandais Baile Átha Troim, ville du gué des sureaux), est la capitale traditionnelle du comté de Meath en Irlande, même si la capitale administrative du comté se trouve être aujourd'hui Navan.

## Géographie
Trim est située à 60 mètres d'altitude sur la Boyne.

### Rail
La gare de Trim a ouvert ses portes le 26 avril 1864 sur la ligne de Kilmessan à Athboy. Elle a fermé aux passagers le 27 janvier 1947 et au trafic de marchandises le 10 mars 1947. La gare est restée ouverte aux trains de transport du bétail jusqu'à la fermeture définitive du 1er septembre 1954.

### Autocars
Les Bus Éireann exploitent quatre itinéraires desservant Trim. La ligne 111 reliant Athboy à Dublin fonctionne toutes les heures (plus fréquemment aux heures de pointe) et les correspondances vers Granard et Cavan sont disponibles à Athboy.
La ligne 111X, de Clonmellon à Dublin fonctionne aux heures de pointe du lundi au vendredi.
La ligne 190 de Trim à Laytown via Navan et Drogheda fonctionne toutes les deux heures dans les deux sens, moins souvent le week-end.
La ligne 109A de Trim à Dublin, fonctionne du lundi au vendredi aux heures de pointe, uniquement pendant les périodes scolaires.
Les Royal Breffni Tours desservent un itinéraire vers Dundalk Institute of Technology et les cars de la Streamline gèrent un itinéraire vers Maynooth University.

### Aérodrome
Le Trim Flying Club, centre de formation agréé (RTF), est basé à l'aérodrome et exploite deux appareils.
En plus des avions du Trim Flying Club, l’aérodrome accueille d’autres appareils, notamment des ULMs.

## Histoire
Trim a été un des plus importants centres d'établissement anglo-normands au Moyen Âge.
Au XVe siècle, le parlement anglo-normand siège à Trim.
L’Église d’Irlande y dispose d'une cathédrale Saint-Patrick qui dispute le titre de plus ancienne cathédrale anglicane avec celle d'Armagh.

### Le château de Trim
Grâce, en particulier, à son château, la ville de Trim porte le statut d' Heritage Town of Ireland.
Le château de Trim a été utilisé en 1994 pour les besoins du tournage de Braveheart, de Mel Gibson.

#### La portebarbacane
Au XIIIe siècle des barrages ont été mis en place sur le fleuve Boyne, permettant au fossé entourant le château d'être inondé.
Une nouvelle porte a été construite, gardant les approches méridionales au château. Cette porte, comme tour de garde, d'une conception rare, a été construite sous la forme d'une tour cylindrique simple avec une barbacane de défense et un pont vers l'avant.
Un système de ponts, de portes et de pièges par-dessus l’accès a donné à la garnison le grand contrôle de ceux entrant dans le château.
L'arrangement des boucles des douves démontre une connaissance avancée des constructeurs des conditions militaires requises pour la défense par des archers.
Au milieu du XIIIe siècle, la conception des portes du château a été encore développée. Une porte de garde, jumelle de la tour existante, avec un passage entre les deux est devenu la norme.

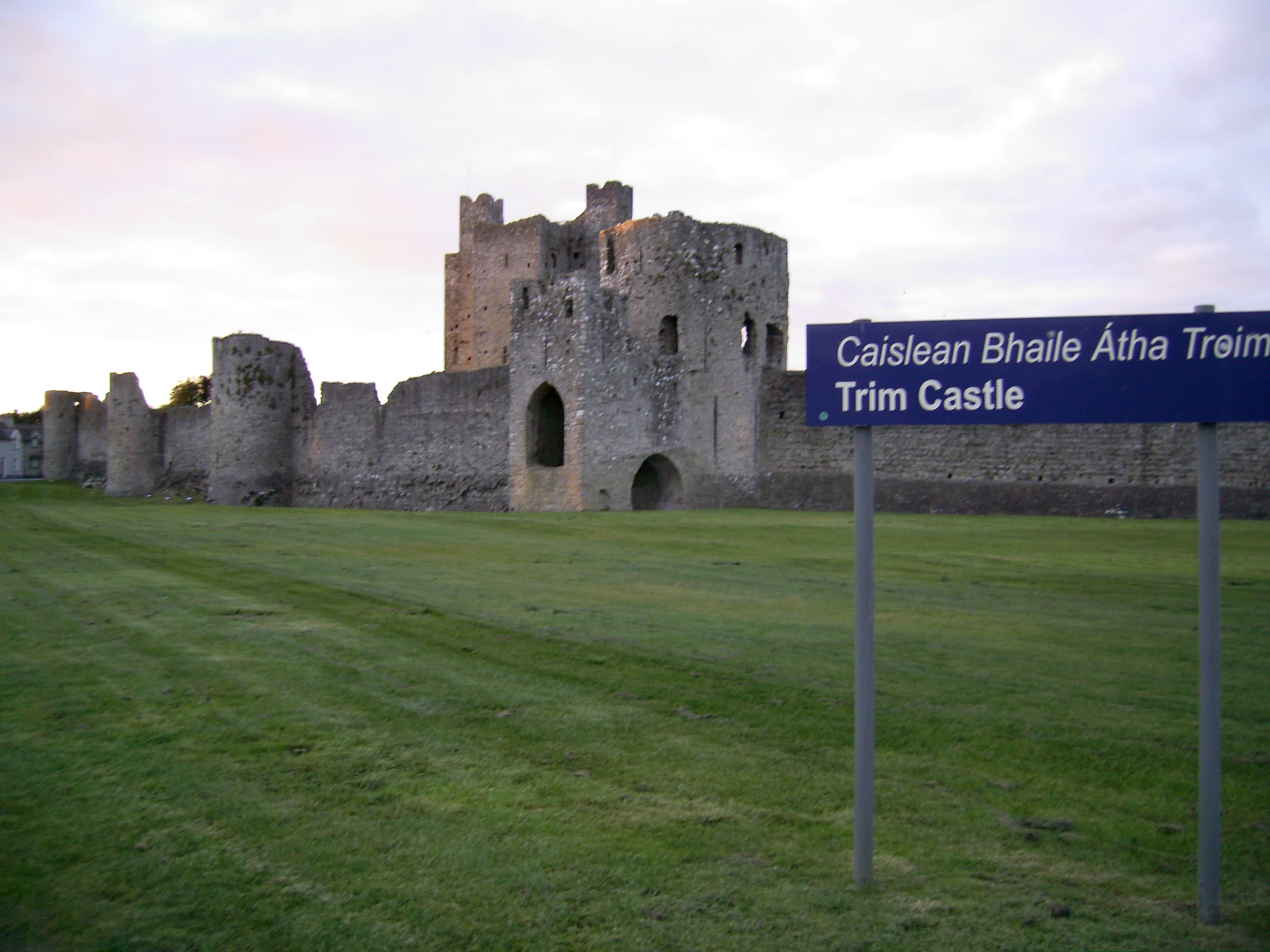
Le château à Trim.
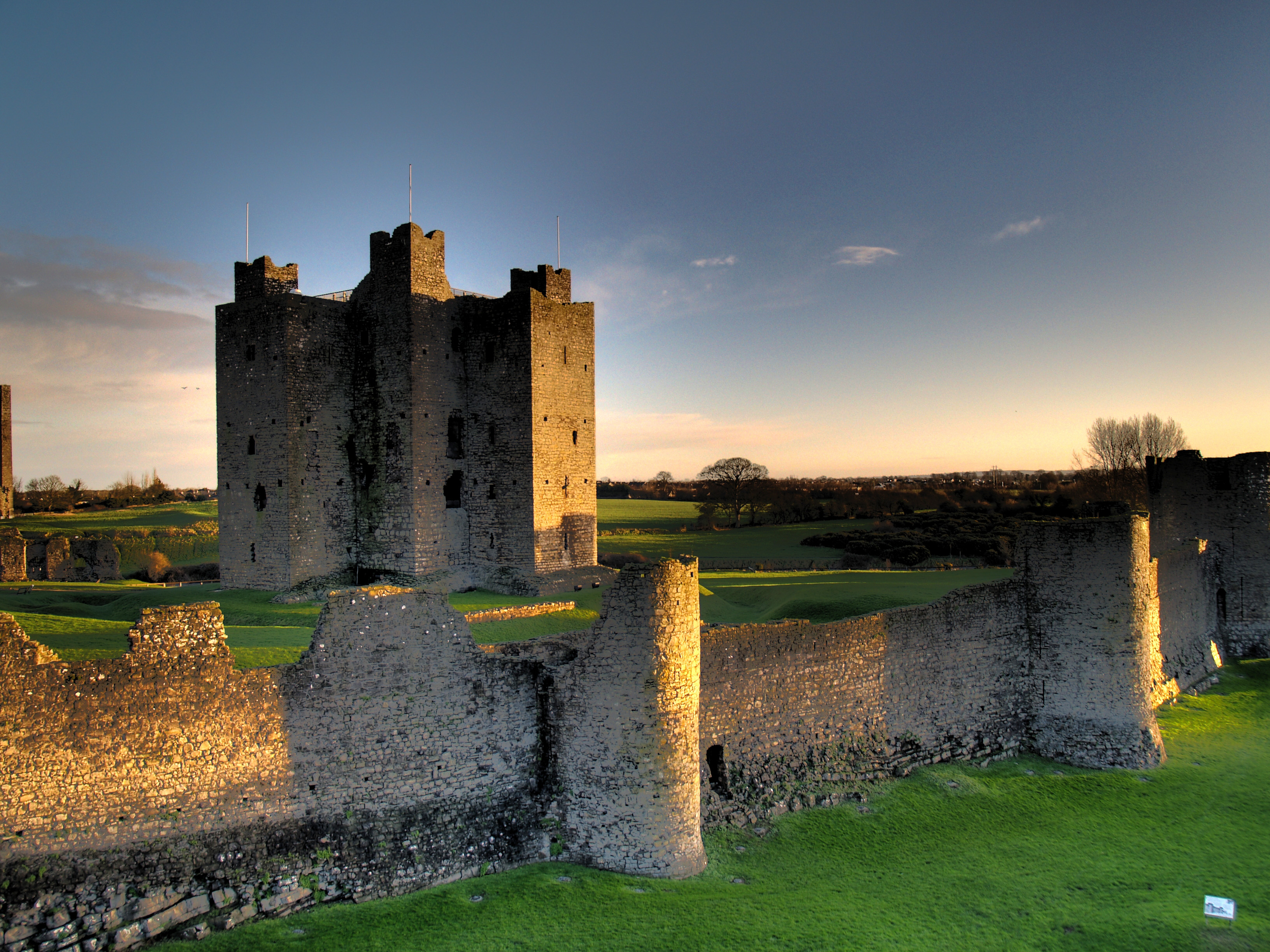
Château de Trim.
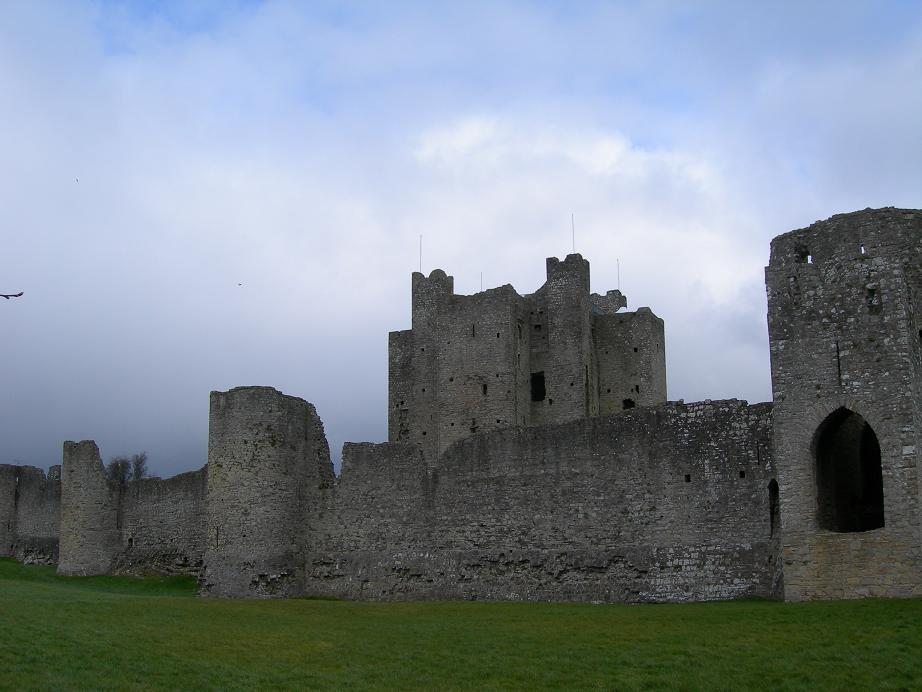
Château de Trim.
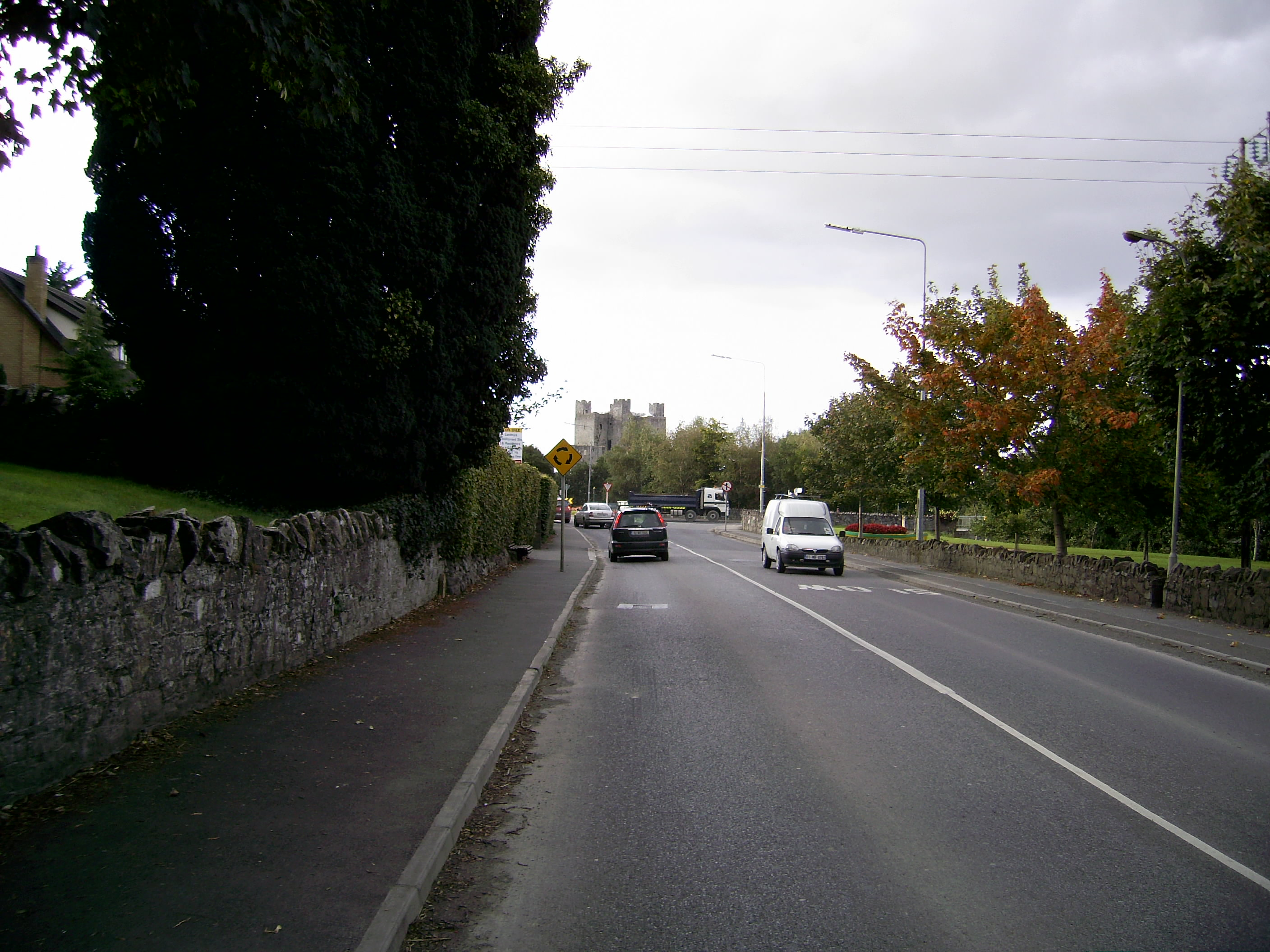
Le château, vu de la route de Dublin.

Cet article comprend des extraits du Dictionnaire Bouillet. Il est possible de supprimer cette indication, si le texte reflète le savoir actuel sur ce thème, si les sources sont citées, s'il satisfait aux exigences linguistiques actuelles et s'il ne contient pas de propos qui vont à l'encontre des règles de neutralité de Wikipédia.

## Démographie
Le recensement de 2016 attribue 9 194 habitants à la ville.

## Environnement
Trim a remporté l'Irish Tidy Towns Competition en 1972, 1984 et 2014 et en 1974, à égalité avec Ballyconnell, .
En 2022, la ville a renoué avec le premier prix, toutes catégories et grande ville.
.

## Jumelages
Étrépagny (France) depuis 1989